# 彰銀盜領案
彰銀盜領案，為台灣一起於2003年發生，直到2017年才由新聞曝光的經濟犯罪事件。

## 事件經過
1997年3月，有位日籍女子在彰化銀行臺北分行開戶，隔年6月存入997萬1,284元，除了每半年的活期存款利息轉存外，已長達5年未動支。
1997年至2004年間，前彰銀台北分行男行員蕭鴻欽在銀行負責存款業務。他利用職務之便，在2003年，他利用張姓街友的證件開人頭戶，變更客戶的帳戶名稱改成張姓人頭戶，之後另新設林姓、施姓、金姓、蔡姓及黃姓等5名人頭帳戶。並於2003年8月27日至9月2日間，利用5人名義填寫「存款相關服務性業務申請／約定書」、「業務往來申請書、印鑑卡暨顧客資料卡」等文件，取得5人的存摺、金融卡後，並於同年9月15日前，陸續利用ATM、臨櫃提現的方式，將客戶的存款1,110萬2,655元，轉進5個人頭帳戶中。
2004年11月1日，蕭鴻欽為繳交私人卡費，便利用林姓人頭帳戶中的款項，轉提1萬2,245元繳款；之後他透過層層轉匯等方式，將客戶的千萬元存款盜領一空。
蕭鴻欽犯案後，隨即在2004年底離職，直到2014年12月8日，客戶持存摺到彰銀辦理臨櫃提款時，卻無法提款。彰銀為此調閱交易資料，才驚覺客戶存款早已遭蕭鴻欽盜領一空，因而將蕭鴻欽移送法辦；檢方勘查彰銀所提供的相關交易紀錄，並將文件送調查局鑑定筆跡，確認均是蕭男所寫，還查出蕭男名下有約千萬元不明資金移轉，認定盜領存戶存款罪證明確。2017年5月1日，檢方認定蕭鴻欽涉盜領客戶存款，依違反銀行法之銀行職員背信罪，將蕭鴻欽起訴。
蕭男應訊時否認盜領，稱遭人陷害。六名街友則證稱，未曾到彰銀開戶，名下沒存款。

## 官方態度
金管會官員表示，彰銀這起盜領案已超過行政裁處權的3年時效，無法再對彰銀裁處，不過會要求彰銀釐清相關人員責任。
銀行局主管表示，彰銀盜領案雖已逾行政裁處權時效，但存戶損失的1,000多萬元存款，已由彰銀先行墊支，除已向前蕭姓行員提起告訴外，並申請假扣押裁定，存戶權益不受影響。

## 後續評論
據媒體報導，彰銀早在2006年也發生彰銀捲款案，一名田姓理專盜領客戶近九千萬元，而遭金管會對彰銀裁罰一千萬元。類似銀行發生內部行員盜領等重大案件，均根據情節輕重及銀行處理過程，給予不同金額的裁罰。依規定，金管會最高可重罰彰銀一千萬元罰鍰。
不過輿論批評，針對本起彰銀行員盜領客戶存款千萬元，既然彰銀於2014年底已經移送檢調，且已向金管會報告該起事件，為何發生沒有對彰銀開罰的狀況。
對此，金管會指出，主管機關必須依法行事，而本案「行為發生時間」為2003年，已超過法律規定裁處權的三年時效，因此，依規定無法對彰銀進行開罰。
金管會的說法引起輿論譁然，報導指出，現任彰銀董事長張明道在2008、2009年間擔任金管會銀行局局長時，其實也嚴格要求銀行必須落實制度。「當時有些案子已經發生7、8年了，但銀行局卻要開罰，張明道總是說，『因為這顯然是銀行的內控內稽一直都沒有做好！』怎麼換了個位置說法就不一樣了？」
媒體指出，過去金管會在2008年也曾針對華南商銀已未確實執行內稽罰以200萬罰鍰。值得注意的是全案發生在2003、2004年，直到2008年因客戶糾紛才爆出。其中經過了4、5年，早已超過金管會所稱的3年裁處權。
當時銀行局對該處分的見解是，所謂的「行為發生日」應該是以該銀行持續未落實內控內稽的時間計算，並不是以舞弊事件發生日起算。換句話說，以這次的彰銀盜領事件來說，持續未落實內控稽核應是事件爆發的2014年，金管會依法擁有裁處權。
而現任國民黨立委、前金管會主委曾銘宗表示，此盜領案反映出彰銀內部稽核出現重大瑕疵，金管會應予重罰。但記者問及在2014年身為金管會主委的曾銘宗，當時已收到彰銀的通報，為什麼沒有對彰銀開罰？曾銘宗則解釋：「當時確實有一派意見指出案件已經超過行政裁處權時效，所以沒有開罰，不過就我了解，銀行局已經在重新檢視案件。」造成外界質疑。